# Triopasites penniger
Triopasites penniger là một loài Hymenoptera trong họ Apidae. Loài này được Cockerell mô tả khoa học năm 1894.